# Шостаковская, Ирина Борисовна
Ири́на Бори́совна Шостако́вская (род. 27 мая 1978, Москва) — российская поэтесса, прозаик.

## Биография
В 1993 году окончила гуманитарный класс московской школы №57. Училась в Литературном институте им. Горького и МПГУ. В 2000 и 2002 году вошла в лонг-лист премии «Дебют» в номинации «Поэзия». В 2005 году стала лауреатом премии журнала «РЕЦ». В 2012 была участницей АВАНТ-Фестиваля. Дипломант премии «Московский счет» за книги «Цветочки» и «Замечательные вещи». В 2014 году получила премию Андрея Белого за сборник «2013-2014: the last year book».

## Публикации
Стихи и проза публиковались в альманахе «Окрестности», «Акцент», антологиях «Девять измерений», «Братская колыбель», «Ремиссионеры», на сайте «Молодая русская литература», «Лиterraтура» и др.

### Критические оценки
Ирина лихо сталкивает пафос громкого имени с однозначностью повседневной рутины, при этом разом лишая громкое имя пафоса, а рутину однозначности, при этом как бы походя успевая проиллюстрировать такую сложно поддающуюся иллюстрации идею, как необязательность смерти и других ужасных вещей.
...в случае с Шостаковской мы имеем дело со стремлением <...> до предела, до неузнаваемости наполнить известное индивидуальным осмыслением, требуя от читателя уловить общее за рядом деталей…
Это книга лишений и утрат, проведённых между людьми разных каст неизгладимых чёрточек и паутинок на асфальте. Это книга поэта, который пишет, как мог один Рембо в 16 лет. 